# Juan Martín Parodi González
Juan Martín Parodi González (Paysandú, 22 de setembre de 1974) és un exfutbolista internacional uruguaià que jugava en la posició de centrecampista.

## Biografia

### Club
Nascut a Paysandú, al nord-oest del país, Parodi va desenvolupar la seva carrera professional especialment a l'Uruguai, l'Argentina, Mèxic i Grècia. Al seu país de naixença destaca la seva participació en el Club Nacional de Football de Montevideo, a la Primera Divisió del campionat uruguaià de futbol. A l'Argentina, mentrestant, cal destacar la seva trajectòria com a jugador al Deportivo Español i al Club Atlético Colón, tots dos de la Primera Divisió del campionat argentí de futbol. Finalment, Parodi també va jugar a la Primera Divisió de Mèxic, amb el club Toros Neza.

### Internacional
Parodi va jugar un total de tres partits amb la selecció de futbol de l'Uruguai durant l'any 2004.